# Marciac
Marciac település Franciaországban, Gers megyében. Lakosainak száma 1209 fő (2022. január 1.). Marciac Armentieux, Juillac, Laveraët, Monlezun, Ricourt, Saint-Justin, Scieurac-et-Flourès, Tourdun és Auriébat községekkel határos.

## Népesség
A település népességének változása:
| Lakosok száma | 1065 | 1119 | 1211 | 1221 | 1252 | 1247 | 1224 | 1208 | 1203 | 1209 |
|               | 1968 | 1982 | 1990 | 2006 | 2013 | 2015 | 2017 | 2019 | 2020 | 2022 |